# Сабировська сільська рада
Саби́ровська сільська рада (рос. Сабыровский сельский совет) — муніципальне утворення у складі Зілаїрського району Башкортостану, Росія. Адміністративний центр — село Сабирово.

## Населення
Населення — 734 особи (2019, 801 в 2010, 889 в 2002).

## Склад
До складу поселення входять такі населені пункти:
| Населений пункт      | Населення, осіб (2002) | Населення, осіб (2010) |
| -------------------- | ---------------------- | ---------------------- |
| Ашкадарово, присілок | 169                    | 169                    |
| Кадирша, присілок    | 124                    | 105                    |
| Сабирово, село       | 596                    | 527                    |